# Tandilia siambona
Tandilia siambona là một loài bướm đêm trong họ Noctuidae.